# 케토코나졸

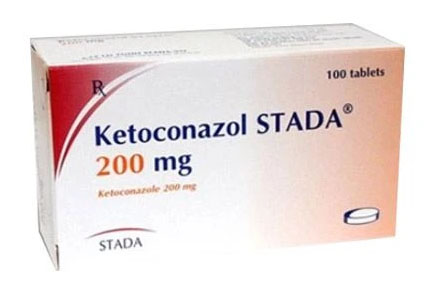
Stada

케토코나졸(ketoconazole)은 니조랄(Nizoral) 등의 상품명으로 판매되는 약물로, 여러 진균 감염의 치료에 사용되는 항안드로겐, 항진균, 항글루코코르티코이드 약제이다. 피부에 도포하는 제형은 백선, 피부 칸디다증, 어루러기, 비듬, 지루성 피부염 등 각종 진균의 피부 감염 치료에 사용한다. 경구용 약제는 덜 선호되는 치료 선택지로, 다른 약제를 쓸 수 없을 정도로 심한 감염에만 사용을 권고한다. 그 외에는 여성에서 남성처럼 많이 털이 자라는 다모증이나, 쿠싱 증후군 치료에 쓰이기도 한다.
흔한 부작용으로 피부 도포 시에는 발적이 생기기도 한다. 경구 약제의 비교적 흔한 부작용에는 구역질, 두통, 간 문제 등이 있다. 간 이상은 사망에 이르거나 간 이식이 필요할 정도로 심하게 나타나기도 한다 그 외에 경구용 약제의 드물지만 심한 부작용에는 QT간격 연장, 부신겉질부전, 아나필락시스가 있다. 화학적으로 이미다졸 계열이며, 진균의 세포막에 존재하는 에르고스테롤 생산을 방해해 진균의 성장을 느리게 한다.
벨기에의 얀센제약에서 1977년 케토코나졸의 특허를 출원했고, 의학용 사용이 시작된 것은 1981년이다. 복제약으로 이용 가능하며, 영국이나 대한민국 등 여러 나라에서 피부에 국소 도포하는 약제는 일반의약품으로 구매 가능하다. 2021년 한 해 동안 미국에서 300만 건 이상 처방되어, 처방 횟수 순위 161위에 올랐다. 경구용 약제는 EU와 호주에서 2013년 시장 철수했고,, 이후 중국에서도 2015년 철수했다. 또한 2013년 미국과 캐나다에서도 2013년 경구 약제의 사용을 제한했다.